# Grand Prix Španělska 1969
Grand Prix Španělska 1969 (oficiálně XV Gran Premio de España) se jela na okruhu Montjuïc circuit v Barceloně ve Španělsku dne 4. května 1969. Závod byl druhým v pořadí v sezóně 1969 šampionátu Formule 1.

## Závod
| Poř.   | No. | Jezdec               | Konstruktér  | Počet kol | Čas/Odstoupení  | Pořadí na startu | Body |
| ------ | --- | -------------------- | ------------ | --------- | --------------- | ---------------- | ---- |
| 1      | 7   | Jackie Stewart       | Matra-Ford   | 90        | 2:16:54.0       | 4                | 9    |
| 2      | 6   | Bruce McLaren        | McLaren-Ford | 88        | + 2 kola        | 13               | 6    |
| 3      | 8   | Jean-Pierre Beltoise | Matra-Ford   | 87        | + 3 kola        | 12               | 4    |
| 4      | 5   | Denny Hulme          | McLaren-Ford | 87        | + 3 kola        | 8                | 3    |
| 5      | 14  | John Surtees         | BRM          | 84        | + 6 kol         | 9                | 2    |
| 6      | 4   | Jacky Ickx           | Brabham-Ford | 83        | + 7 kol         | 7                | 1    |
| Ret    | 9   | Pedro Rodríguez      | BRM          | 73        | Motor           | 14               |      |
| Ret    | 15  | Chris Amon           | Ferrari      | 56        | Motor           | 2                |      |
| Ret    | 3   | Jack Brabham         | Brabham-Ford | 51        | Motor           | 5                |      |
| Ret    | 10  | Jo Siffert           | Lotus-Ford   | 30        | Únik oleje      | 6                |      |
| Ret    | 2   | Jochen Rindt         | Lotus-Ford   | 19        | Nehoda          | 1                |      |
| Ret    | 11  | Piers Courage        | Brabham-Ford | 18        | Motor           | 11               |      |
| Ret    | 1   | Graham Hill          | Lotus-Ford   | 8         | Nehoda          | 3                |      |
| Ret    | 12  | Jackie Oliver        | BRM          | 1         | Olejové potrubí | 10               |      |
| Zdroj: |     |                      |              |           |                 |                  |      |

## Průběžné pořadí po závodě
Pohár jezdců
|        | Pořadí | Jezdec               | Body |
| ------ | ------ | -------------------- | ---- |
|        | 1      | Jackie Stewart       | 18   |
| 3      | 2      | Bruce McLaren        | 8    |
|        | 3      | Denny Hulme          | 7    |
| 2      | 4      | Graham Hill          | 6    |
| 1      | 5      | Jean-Pierre Beltoise | 5    |
| Zdroj: |        |                      |      |

Pohár konstruktérů
|        | Pořadí | Konstruktér  | Body |
| ------ | ------ | ------------ | ---- |
|        | 1      | Matra-Ford   | 18   |
| 1      | 2      | McLaren-Ford | 10   |
| 1      | 3      | Lotus-Ford   | 6    |
|        | 4      | BRM          | 2    |
| 1      | 5      | Brabham-Ford | 1    |
| Zdroj: |        |              |      |